# Lullin
 Lullin  (en francoprovenzal Lelyin) es una comuna y población de Francia, en la región de Ródano-Alpes, departamento de Alta Saboya, en el distrito de Thonon-les-Bains y cantón de Thonon-les-Bains-Est.
Su población en el censo de 1999 era de 604 habitantes.
No está integrada en ninguna Communauté de communes u organismo similar. Forma parte del SIVOM du Haut-Chablais.

## Demografía
| 514 | 510 | 515 | 469 | 549 | 604 |
| Para los censos de 1962 a 1999 la población legal corresponde a la población sin duplicidades (Fuente: INSEE [Consultar]) |     |     |     |     |     |